# Can Font (Lloret de Mar)
Can Font, también conocida como Cal Conde, Can Piuet o Can Comadran, es una casa señorial de estilo modernista ubicada en el casco antiguo de Lloret de Mar (España) y estrechamente relacionada con los indianos. Fue construida en 1877 y forma parte del Inventario del Patrimonio Arquitectónico de Cataluña.

## Descripción

### Casa señorial
La casa señorial consta de sótano, bajo, dos plantas y buhardilla. El tejado está cubierto con un techo plano y aterrazado. Está ubicada en el lado derecho de la calle Sant Carles. La fachada está organizada siguiendo el tradicional esquema compositivo de tres ejes con simetría central, característico de los inmuebles de clase alta. La planta baja consta de tres aberturas: en el centro está el portal de acceso, que destaca tanto por la exquisita puerta principal de madera como por el enrejado de hierro forjado ornamentado con una decoración de inspiración vegetal y floral. Flanquean el portal de entrada dos vanos cuadrangulares enmarcados con piedra; son aberturas que están proyectadas como semi balcones, como así lo acredita el alféizar de piedra que cierra el balcón en la parte frontal.

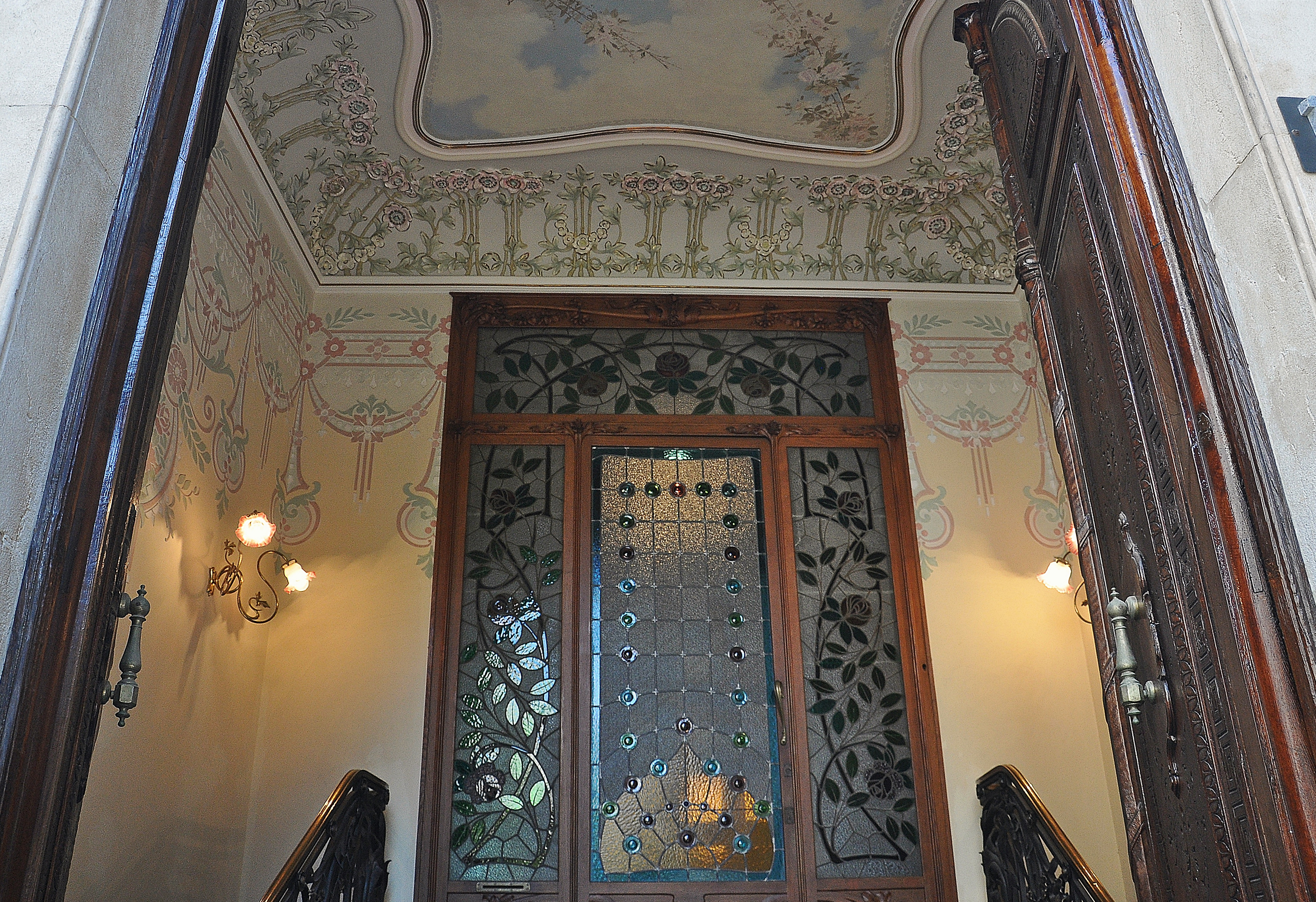
Puerta de Can Font

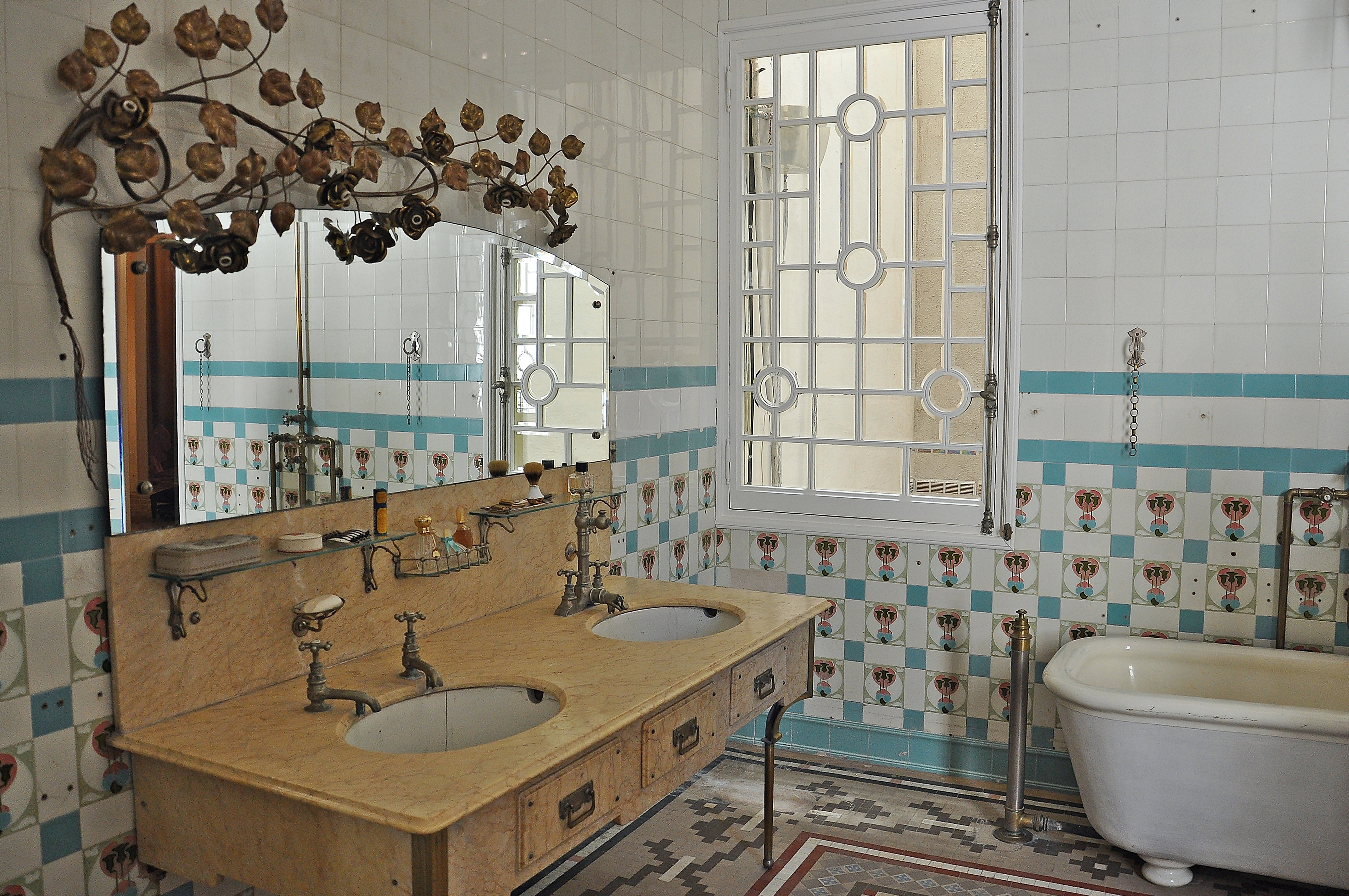
Baño de Can Font

En cuanto al recibidor de la casa destaca el cancel, con vidrieras modernistas y la escalinata de acceso, con barandilla de hierro en ambos lados haciendo juego con un bármio que precede a la puerta principal. En el interior del edificio las paredes están esgrafiadas, los techos están delicadamente pintados, los lavabos tienen elementos ornamentales de estilo modernista y azulejos y la escalera interior tiene barrotes de madera de caoba. El suelo está hecho principalmente a base de mosaicos policromos constituidos por teselas de distintos colores con la particularidad de que cada cámara tiene el mosaico con un dibujo distinto.

### Cocheras y caballerizas
Las cocheras y caballerizas servían como vivienda para los mayordomos, como establo para los caballos y para guardar el carro. Las cocheras y la casa señorial al principio conformaban una sola propiedad, aunque en un punto de su historia se separaron de la casa señorial constituyéndose por tanto dos inmuebles totalmente independientes.

## Historia
Hasta la segunda mitad del siglo XIX esta zona estaba compuesta por campos sin edificar que figuraban a nombre de Joan Durall. Nicolau Font i Maig, conocido como el Conde Jaruco, era el propietario de la casa. Font fue a América llamado por su tío, que desde hacía tiempo estaba instalado en Jaruco (Cuba), donde había amasado una fortuna trabajando en el negocio azucarero. Volvió como un auténtico indiano rico y encargó la construcción de su casa.
El proyecto de la casa principal es de 1876 y se puede atribuir a los hermanos Torras y Mataró, al igual que Can Garriga, actual Museo del Mar. En una segunda fase se construyeron las cocheras y caballerizas según el proyecto de Joaquim Artau y Fàbregas.
En 1940 la casa señorial fue vendida por Nicolau Cabañas i Llovet al industrial textil sabadellense Ferran Comadran i Torres como casa de verano. A principios de los años 80 fue adquirida por el Ayuntamiento para preservarla. En 2016 se inauguró como casa museo. Actualmente está disponible para ser visitada, con un precio de 5,10 € para adultos, 2,60 € en el caso de tarifas reducidas y sin coste para los menores de 12 años